# SKIF Krasnodar
Ne doit pas être confondu avec le club de handball féminin du Kouban Krasnodar
Maillots
Le  SKIF Krasnodar  (en russe : СКИФ Краснодар, SKIF Krasnodar) est un club de handball basé à Krasnodar, ville située dans le sud-ouest de la Russie, le club joue en Super League.

## Histoire
Le club a souvent changé de nom. Il a d’abord évolué dans le cadre de la société sportive nationale Burevestnik, puis Universitet quand il a été rattaché à l’université de la ville, avant de s’appeler SKIF, puis de porter le nom de ses sponsors (Arkadia-SKIF, SKIF-Rosneft 2000-2003, SKIF-Kuban 2003-2007), et enfin à nouveau SKIF depuis 2007.
En 1964, le club accéda au championnat soviétique et monta en puissance, avec tout d'abord trois troisième place entre 1988 et 1990 puis avec un titre de champion d'URSS en 1991 ainsi qu'un titre de champion de la CEI en 1992,  même année où le club remporta la Coupe soviétique. Alors qu'au niveau européen, le SKIF remporta la Coupe de l'IHF 1989-1990 puisqu'après avoir battu les Allemands du TuRu Düsseldorf, les danois du GOG Svendborg TGI, les espagnoles du CD Caja Madrid, le s'imposa sur un total de 44 à 31 (29-13;15-18).
Depuis 1993, le SKIF Krasnodar participe à la Super League où il est considéré comme un assez bon club puisque même si le club ne remporta plus aucun titre, il fut quatre fois troisième depuis en 1998, 2006, 2009 et 2013, il participe également régulièrement en Coupe d'Europe.

### Parcours depuis 2000
| Saison    | Division     | Place | Europe             |
| --------- | ------------ | ----- | ------------------ |
| 2000/2001 | Super League | 4     | -                  |
| 2001/2002 | Super League | 5     | C4 : 3e tour       |
| 2002/2003 | Super League | 4     | C4 : 1/4 de finale |
| 2003/2004 | Super League | 9     | C4 : 1/8 de finale |
| 2004/2005 | Super League | 5     | -                  |
| 2005/2006 | Super League | 3     | C4 : 3e tour       |
| 2006/2007 | Super League | 4     | C2 : 1/8 de finale |
| 2007/2008 | Super League | 4     | C3 : 1/8 de finale |
| 2008/2009 | Super League | 3     | C4 : 1/8 de finale |
| 2009/2010 | Super League | 5     | C3 : 3e tour       |
| 2010/2011 | Super League | 5     | C3 : 1/8 de finale |
| 2011/2012 | Super League | 9     | C3 : 3e tour       |
| 2012/2013 | Super League | 3     | -                  |
| 2013/2014 | Super League | 8     | C3 : 2e tour       |
| 2014/2015 | Super League | 5     |                    |
| 2015/2016 | Super League | ?     | C4 : 2e tour       |

## Palmarès
Le palmarès du SKIF Krasnodar est[réf. à confirmer]
| Compétitions internationales                 | Compétitions nationales (URSS/CEI) | Compétitions nationales (Russie) |
| - Coupe de l'IHF (C3) - Vainqueur (1) : 1990 | - Championnat d'URSS/CEI - Vainqueur (2) : 1991, 1992 - Troisième (6) : 1969, 1970, 1971, 1988, 1989, 1990 - Coupe d'URSS/CEI - Vainqueur (6) : 1987, 1988, 1989, 1990, 1991, 1992 - Finaliste (?) : ? | - Coupe de Russie - Vainqueur (1) : 2017 - Finaliste (2) : 2015, 2021 - Championnat de Russie - Troisième (5) : 1998, 2006, 2009, 2013, 2017 |

## Joueurs
11 joueurs passés par le SKIF ont été champions olympiques. Parmi eux : 
- Oleg Khodkov
- Dimitri Filippov
- Valeri Gassi
- Andreï Lavrov
- Vladimir Maksimov
- Edouard Kokcharov
- Stanislav Koulintchenko
- Pavel Soukossian
- Igor Tchoumak